# Sheffield Sharks
I Sheffield Sharks sono una società cestistica avente sede a Sheffield, in Inghilterra.
Milita nella massima divisione del Regno Unito, la British Basketball League.

## Palmarès
- British Basketball League: 2

2003-2004; 2015-2016

## Cestisti
- Jerrold Brooks 2015-2016